# Robert Naumann (Ökonom)
Robert Naumann (* 18. Dezember 1899 in Berlin; † 10. April 1978 ebenda) war ein deutscher Politökonom und Professor an der Humboldt-Universität zu Berlin. Er prägte in den 1950er Jahren das gesellschaftswissenschaftliche Grundstudium an der Universität entscheidend mit.

## Leben
Naumann wurde am 18. Dezember 1899 als Sohn eines Arbeiters in Berlin geboren. Nach dem Besuch der Volksschule von 1906 bis 1914 verdingte er sich für einige Monate als Hausdiener, bis er 1915 eine Lehre als Werkzeugmacher begann, die er 1919 abschloss. Während der Lehrzeit war Naumann zwischen 1915 und 1917 Mitglied der SAJ und trat 1917 in die Gewerkschaft ein. Nach den Wirren der Novemberrevolution schloss er sich 1919 der Interessengemeinschaft der Auswandererorganisationen nach Sowjetrußland (IGAO) an, welche zu dieser Zeit einen großen Zulauf hatte, da die Sowjetunion mit ihrem neuen Gesellschaftsentwurf eine große Faszination ausübte. Naumann gehörte offensichtlich zu einer Gruppe von Auswanderern, die im Frühsommer 1920 in die Sowjetunion übersiedelte und ein Fabrikgelände bei Kolomna zugewiesen bekam. In der Folge bekam er eine Anstellung als Werkzeugmacher in der Lokomotivfabrik Kolomna, in der er bis 1921 tätig war. In dieser Zeit trat Naumann der RKB (B) bei. Im Gegensatz zu vielen enttäuschten Auswanderern, die ob der vorgefundenen Lebensverhältnisse in Kolomna wieder schnell nach Deutschland zurückkehrten, blieb Naumann in der Sowjetunion und begann sich politisch zu engagieren. 1921 absolvierte er einen Viermonatskurs an der Deutschen Parteischule in Moskau, an den sich ein Praktikum in Odessa anschloss. Danach arbeitete er zunächst als Seminarleiter dieser Schule. 1922 wechselte er an die kurz zuvor gegründete Kommunistische Universität der nationalen Minderheiten des Westens (KUNMS) in Moskau, wo er am deutschen Sektor als Seminarleiter für politische Ökonomie zunächst bis 1926 tätig war. In dieser Zeit heiratete er 1924 seine Frau Pelageja, eine Sowjetbürgerin.
Von 1926 bis 1930 absolvierte Naumann ein Studium am Institut der Roten Professur, einer Kaderschmiede der Kommunistischen Partei der Sowjetunion. Gleichzeitig wirkte er weiterhin bis 1937 an der KUNMS als Seminarleiter, Dozent und letztlich als Professor für politische Ökonomie. Zudem war er in dieser Schaffensphase zeitweise auch Kursleiter an der anglo-amerikanischen Sektion der Internationalen Lenin-Schule und der Kommunistischen Universität für die Völker des Ostens. Naumann lehrte somit an allen drei bedeutenden kommunistischen Lehreinrichtungen für Ausländer in Moskau und unterrichtete somit eine Menge späterer kommunistischer Spitzenfunktionäre. Nach dem Studium am Institut der Roten Professur wechselte Naumann hauptberuflich als Mitarbeiter zum Exekutivkomitee der Kommunistischen Internationale (EKKI). Dort durchlief er bis 1943 verschiedene Stationen. Zeitweise war er im Sekretariat von Dimitri Manuilski tätig, später in der Abteilung für Agitation und Propaganda. Ab 1935 arbeitete er im anglo-amerikanischen Sekretariat des EKKI. Nach Gründung des NKFD und dem zielgerichteten Aufbau von Antifa-Schulen wechselte Naumann 1943 in die Verwaltung der Antifa-Schulen, wo er sich bis 1950 an den drei großen zentralen Antifa-Schulen im Dorf Talizy, in Ogre und Krasnogorsk als Lektor, Sektionsleiter und stellvertretender Schulleiter verantwortlich zeichnete. Auch in diesen Schulen lehrte er wieder viele Schüler, die später als Spitzenfunktionäre in ihren Ländern wirkten.
Mit der Auflösung der Antifa-Schulen musste sich Naumann ein neues Betätigungsfeld suchen. So bat er Anfang 1950 die sowjetische Parteiführung, nach Deutschland zurückzukehren, was für den überzeugten Kommunisten nur die DDR sein konnte. Diesem Wunsch wurde im April 1950 entsprochen und Naumann kehrte im Juli 1950 in seine Heimatstadt Berlin zurück. Nachdem seine Mitgliedschaft in der Kommunistischen Partei der Sowjetunion in eine SED-Mitgliedschaft umgewandelt wurde, beschloss das Sekretariat des ZK der SED, ihn ab August 1950 als Redakteur für Politökonomie bei der SED-Zeitschrift Einheit einzusetzen. Im Rahmen der II. Hochschulreform 1951 berief die Parteiführung Naumann zum Professor mit eigenem Lehrstuhl für Politische Ökonomie des Sozialismus an der Wirtschaftswissenschaftlichen Fakultät der Humboldt-Universität, ohne dass er bis dahin promoviert hatte, was unter den akademischen Kollegen für viel Aufsehen sorgte. Darüber hinaus wurde ihm als Direktor die Leitung des Instituts für Politische Ökonomie in Nachfolge von Joseph Winternitz übertragen und er wurde zum Prorektor für Gesellschaftswissenschaften ernannt. Damit war Naumann für alle Fakultäten außer den naturwissenschaftlichen und der Medizinischen zuständig. Mit dieser Personalie sollten in der Folge die Leitlinien des Marxismus-Leninismus in den Aufbau von Forschung und Lehre an der Universität eingebracht und deren Einhaltung kontrolliert werden, da Naumann sich in den kommenden Jahren auch für den Aufbau des universitätsweiten gesellschaftswissenschaftlichen Grundstudiums und damit die marxistisch-leninistische Prägung der Studentenschaft verantwortlich zeichnete. In dieser Funktion gehörte er auch dem wissenschaftlichen Beirat beim Staatssekretariat für Hoch- und Fachschulwesen an.

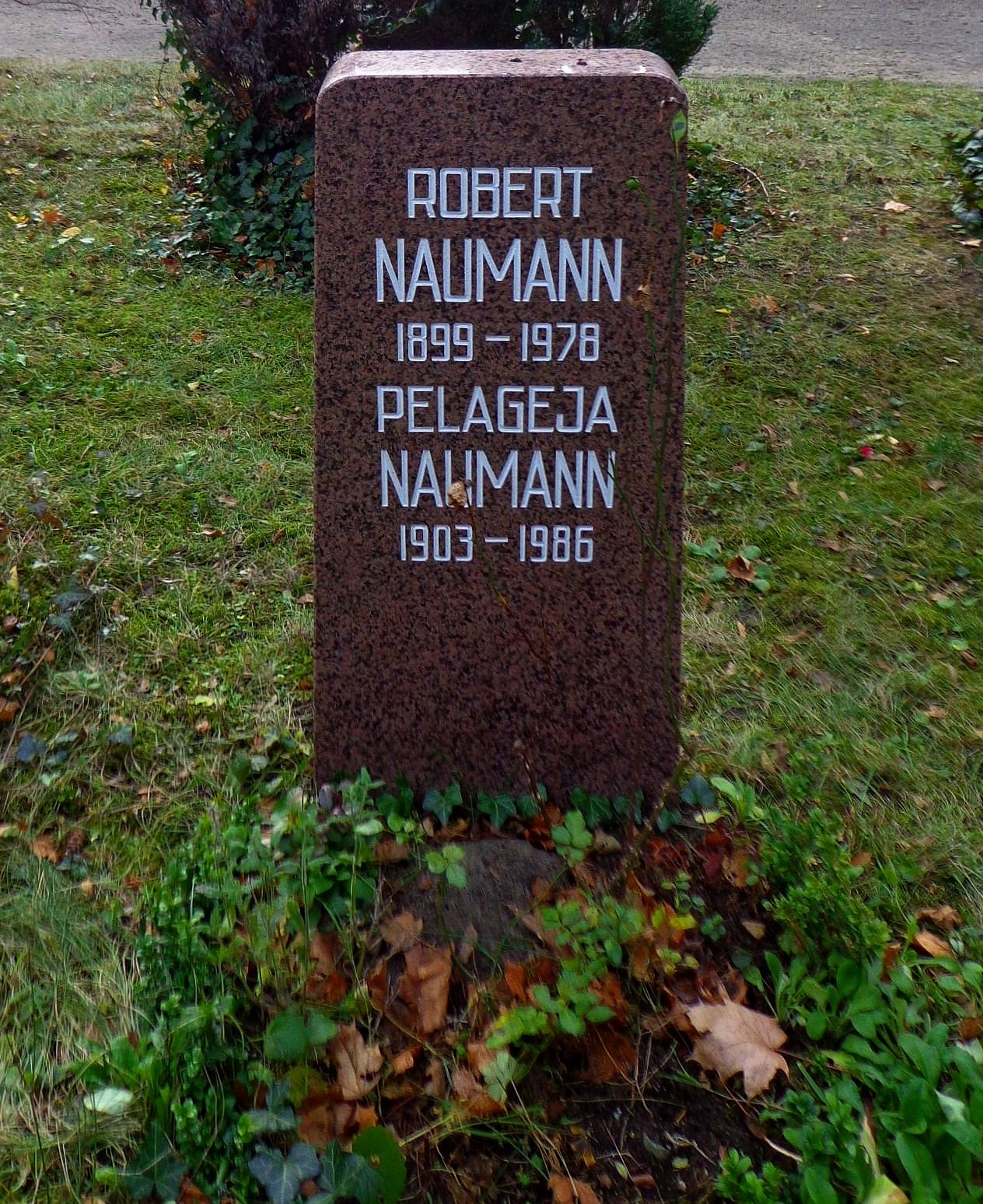
Grabstätte

Nicht zuletzt durch Naumann rückte die Politische Ökonomie als ideologische Leitwissenschaft der Wirtschaftswissenschaftlichen Fakultät in den Mittelpunkt, während der Einfluss der Wirtschaftsgeschichte unter Leitung von Jürgen Kuczynski abnahm. Kuczynski, der maßgeblich am marxistischen Umbau der Fakultät beteiligt und deren Dekan von 1951 bis 1954 war, galt als Westemigrant als das komplette Gegenstück zum sowjetisch sozialisierten Naumann. Dieser verstand es zudem, sich parteipolitisch gut zu vernetzen. So wurde Naumann 1952 Mitglied der SED-Bezirksleitung von Berlin und vertrat ab 1953 seine Partei auch in der Ostberliner Stadtverordnetenversammlung. 1954 wurde er auf dem IV. SED-Parteitag in das Zentralkomitee der SED gewählt, dessen Mitglied er bis 1963 blieb. Ab 1956 gehörte er bis zu seiner Emeritierung der Universitätsparteileitung an. 1959 promovierte schließlich Naumann zum Dr. rer. oec. mit der Dissertation Theorie und Praxis des Neoliberalismus. Ab 1960 gehörte er für einige Zeit der ideologischen Kommission des Politbüros des ZK der SED an. 1964 ließ sich Naumann von seiner Funktion als Prorektor entbinden. 1965 wurde er emeritiert, fortan widmete sich der ehemalige Hochschullehrer, der fast 30 Jahre in der Sowjetunion verbracht hatte, noch intensiver seinen Ämtern in der Gesellschaft für Deutsch-Sowjetische Freundschaft (DSF). Naumann war langjähriger Kreisvorsitzender der DSF von Berlin-Mitte und Mitglied des Berliner Bezirksvorstandes der DSF.
Naumann starb am 10. April 1978. Seine Urne wurde in der Grabanlage Pergolenweg des Berliner Zentralfriedhofs Friedrichsfelde beigesetzt.

## Ehrungen
- 1957 Ernst-Moritz-Arndt-Medaille[1]
- 1957 Vaterländischer Verdienstorden in Silber[2]
- 1958 Medaille für Kämpfer gegen den Faschismus[3]
- 1959 Banner der Arbeit[4]
- 1960 Vaterländischer Verdienstorden in Silber[5]
- 1965 Vaterländischer Verdienstorden in Gold[6]